# Eduardo Moreno Zancudo
Eduardo Moreno Zancudo (ca. 1853-1908) fue un médico y académico español.

## Biografía
Nacido en la localidad pacense de Oliva de Mérida a comienzos de la década de 1850, fue doctor en Medicina y perteneció a la Sociedad Española de Hidrología Médica. Colaboró en publicaciones periódicas como El Genio Médico (1872), Anales de la Sociedad Española de Hidrología Médica (1876-1882), La Higiene o Gaceta de Sanidad, entre otras. Autor de obras como El tratamiento termal durante el embarazo, Neuralgias y su tratamiento hidro-mineral, Algas termales, Hidroterapia en la infancia, Sobre las aguas minerales o Fuentes minerales de España más importantes en el tratamiento de las enfermedades útero-ováricas, falleció el 28 de septiembre de 1908 en el balneario de La Toja.